# Jan Schniebel
Jan P. Schniebel (* 1946 in Hamburg) ist ein deutscher Zeichner, der besonders für die Comic-Strips mit dem Rowohlt Rotfuchs bekannt ist.
Schniebel studierte an der Hochschule für bildende Künste in Hamburg Kunsterziehung. Er zeichnete von 1969 bis 1980 Comic-Strips für die St. Pauli-Nachrichten (turtles, Prontosaurus). Seit 1972 zeichnete er die Comic-Strips mit dem Fuchs des Rowohlt-Verlags und sporadisch weitere Cartoons. 
Er war an Trickfilmen für die Sesamstraße beteiligt und außerdem Mitautor des seinerzeit in einigen Bundesländern (Rheinland-Pfalz, Bayern, Saarland, Baden-Württemberg, Niedersachsen) verbotenen Medienverbundkurses „Betrifft: Sexualität“, dessen 2. Auflage nach dem Regierungswechsel 1982 auf Regierungsanweisung vernichtet wurde.
Schniebel lebt in Hamburg.

## Werke (Auswahl)
- Jan P. Schniebel: Fuchs-Jux. Rowohlt-Verlag, Reinbek bei Hamburg 1974.
- Jan P. Schniebel: Die große Fuchs-Parade. Rowohlt-Verlag, Reinbek bei Hamburg 1976.
- Jan P. Schniebel: Die Schniebel-Biebel. Comic-Strips. Elefanten-Press-Verlag, Berlin (West) 1981.
- Jan P. Schniebel: 15 Jahre Fuchs-Jux. Rowohlt-Verlag, Reinbek bei Hamburg 1987.
- Jan P. Schniebel: 25 Jahre Fuchs-Jux. Rowohlt-Verlag, Reinbek bei Hamburg 1997.